# 奧肖特爾河

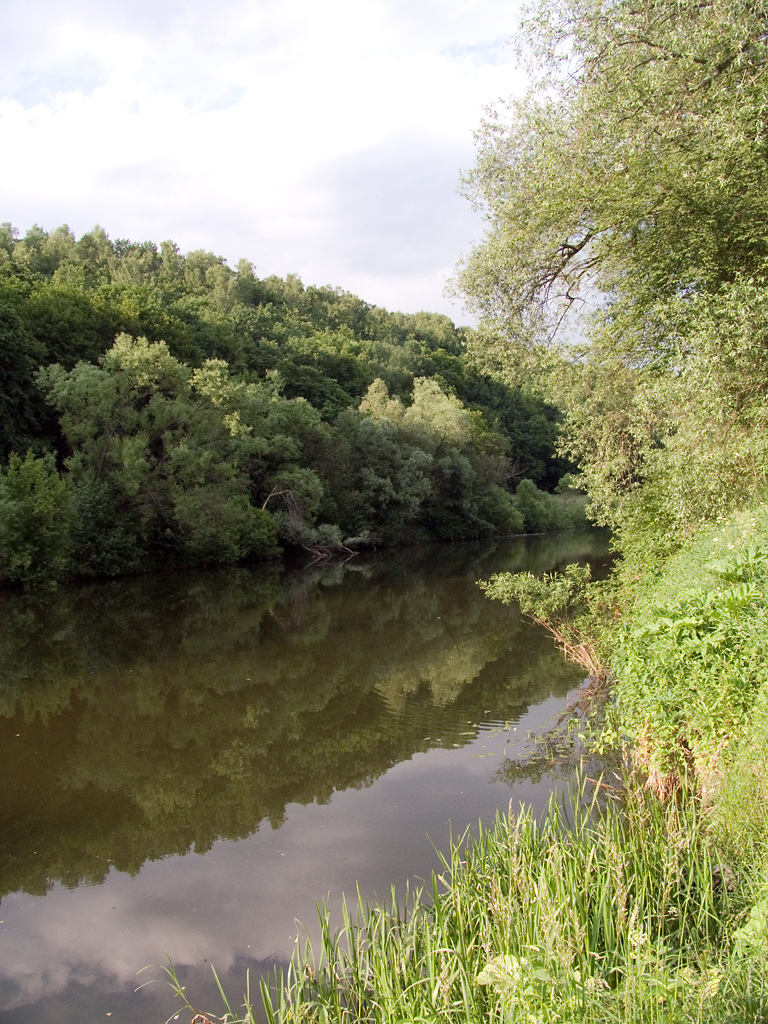
奧肖特爾河

奧肖特爾河（羅馬化：Osyotr）又译奧謝特爾河，是俄羅斯的河流，位於梁赞州、圖拉州和莫斯科州內，屬於奧卡河的右支流，河道全長228公里，流域面積3,480平方公里，在每年11月開始結冰，直至翌年4月上旬，河畔城鎮有扎賴斯克。